# De kleine dingen
De kleine dingen is een lied van de Nederlandse zanger Nielson. Het werd in 2014 als single uitgebracht en stond in 2015 als vijfde track op de ep Met de tijd mee.

## Achtergrond
De kleine dingen is geschreven door Niels Littooij, Lodewijk Martens, Matthijs de Ronden en Don Zwaaneveld en geproduceerd door Martens. Het is een nummer dat past in het genre nederpop. In het lied zingt de artiest over hoe de kleine dingen in het leven hem gelukkig maken. Naast Nielson is op het nummer ook het ZO! Gospel Koor te horen.

## Hitnoteringen
De zanger had weinig succes met het lied in Nederland. Het had geen notering in de Single Top 100 en ook de Top 40 werd niet bereikt; het lied bleef steken op de zesde plaats van de Tipparade.